# Uno-X Norwegian Development Team/Saison 2019
Dieser Artikel listet Erfolge und Fahrer des Radsportteams Uno-X Norwegian Development Team in der Saison 2019 auf.

## Erfolge in der UCI Europe Tour
In den Rennen der UCI Europe Tour Saison 2019 der UCI Europe Tour gelangen die nachstehenden Erfolge.
| Datum        | Rennen                             | Kat. | Sieger               |
| ------------ | ---------------------------------- | ---- | -------------------- |
| 12. Mai      | Ringerike GP                       | 1.2  | Kristoffer Skjerping |
| 16. Juni     | 3. Etappe Oberösterreich-Rundfahrt | 2.2  | Anders Skaarseth     |
| 18. August   | 4. Etappe Arctic Race of Norway    | 2.HC | Markus Hoelgaard     |
| 8. September | Gylne Gutuer                       | 1.2  | Kristoffer Skjerping |

## Erfolge bei den Nationalen Straßen-Radsportmeisterschaften
In den Rennen zu den Nationalen Straßen-Radsportmeisterschaften 2019 gelangen die nachstehenden Erfolge.
| Datum    | Rennen                                       | Sieger             |
| -------- | -------------------------------------------- | ------------------ |
| 27. Juni | Norwegische Meisterschaft – Einzelzeitfahren | Andreas Leknessund |